# Baltistan
Baltistan „dežela Baltov“ (urdujščina: بلتستان, tibetanščina: སྦལ་ཏི་སྟཱན, tudi poznan pod imenom Baltijul ali Mali Tibet (tibetansko: སྦལ་ཏི་ཡུལ་།), je gorata pokrajina v Pakistanu blizu gorovja Karakorum južno od gore K2 (druga najvišje gore na svetu).
Baltistan meji na zahodu na  Gilgit, Šinciang (Kitajska) na severu, na Ladak na jugovzhodu in na Kašmirsko dolino na jugozahodu. Povprečna nadmorska višina pokrajine je preko 3,350m.

## Zgodovina
Stoletja so Baltistan sestavljale male, neodvisne dolinske državice, ki jih je povezovalo krvno sorodstvo njihovih vladarjev  (radžev), trgovina, skupno versko prepričanje in druge kulturne in jezikovne vezi. Te državice so si podredili Dogra vladarji, ki so zavladali v Kašmirju v 19. stoletju.
Baltistan je bil Poznan kot “Mali Tibet”, kar je vključevalo tudi  Ladak.  Lokalno je Baltistan imenujejo tudi  Baltijul; Ladak in Baltistan skupaj pa imenujejo Marjul ("rdeča dežela").

### Izvor prebivalcev
Tibetansko Hampa ljudstvo je prišlo v  Haplu skozi dolino Čorbat;  Dardijska plemena pa so prišla v Baltistan skozi dolino Roundu iz Gilgita z višjo civilizacijsko ravnijo, in te skupine so se tu naselile in izoblikovalo se je ljudstvo Balti.
Danes imajo prebivalci iz Harmanga in zahodnega Haplu tibetansko fizionomijo in tisti iz Skardu, Šigarja in vzhodnih vasi v Khaplu so Dardijci. Verjetno je bilo Baltijsko ljudstvo v sferi vpliva Šangšung tibetanske države. V sedmem sloletju je Baltistan kontroliral tibetanski kralj Songcen Gampo. Kulturološko pod vplivom Tibeta, so animistični  in verovanju Bon privrženi Baltijci pričeli prestopati v Tibetanski Budizem. Zgradili so religijozne artifakte kot so  gompe in stupe, prav tako so lame igrale pomembno vlogo v življenju Baltijcev. V 14. stoletju so muslimanski učenjaki iz Kašmirja prečkali baltistansko gorato območje in širili Islam.
Harmang je prišel pod kontrolo kraljev Ladaka oziroma  kraljevsko družino Namgjal in razvil tesne odnose z Ladakom, ko je radža Ladaka, Džamjang Mangjal, napadel kneževine v Kargilu. Mangjal je uničil škardunski garnizon pri Harbuju in pobil nekaj drobnih muslimanskih vladarjev v kneževinah v Puriku (Kargil)u. Ali Šer Khan Ančan,  radža  Hapluja in Šigarja, je z močno vojsko odšel proti Lehu preko Marola. Tako je zaobšel Ladaško vojsko in zasedel Leh (glavno mesto Ladaka) in zajel ladaškega  radžo .
Ali Šer Khan Ančan je vključil Gilgit in  Čitral v svojo kraljevino Baltistana, ki naj bi bila cvetoča država. Dolina od Hepčne do Kačura je bila ravna in rodovitna, z mnogo sadnega drevja; peščena puščava, ki se sedaj razprostira od Sundusa do letališča Skardu, je ležalo bogato mesto. Skardu si je težko opomogel od povodnji, v Kateri je umrl tudi Ančan. Leta 1845 so območje zavzele Dogre iz Kašmirja.

### Novejša zgodovina
Pred letom 1947 je bil Baltistan del kneževine Džamu in Kašmirja, ki ga je osvojila vojska radže Gulab Singha leta 1840. Baltistan in Ladak sta bila upravljana skupno pod enim wazaratom (okrajem) takratne države. Baltistan je ohranil svojo identiteto v tej upravni ureditvi kot tehsil Skardu, pri čemer sta Kargil in Leh bila druga dva tehsila v regiji. Skladno s pristopom k Indiji, ki jo je sklenil maharadža Džamu in Kašmirja, so Gilgitski skavti odstavili maharadžinega guvernerja v Gilgitu in zasedli Baltistan.
Pred letom 1947 je Rusija poskušala doseči dogovor z lokalnimi radžami iz Hunze, da bi tako dobili pristop do Indije in Arabskega morja. Zato so Britanci od maharadže Džamu in Kašmirja prevzeli to območje – pravzaprav so območje vzeli v zakup. Tako so od kneževine ločili Gilgit in Ladaški Baltistan in oblikovano je bilo t.i. Gilgit zastopstvo (Gilgit Agency). Ko so se Britanci pripravljali na umik iz Indije so območje ponovno prepustili maharadži. Vendar so se ponovno zbali vstopa Rusije zaradi prijateljskih indijsko-ruskih odnosov. Zato je britanski major Brown prepričal lokalno prebivalstvo k uporu proti maharadži in indijski vojski. Lokalno prebivalstvo se je uprlo maharadži Džamuja in zavzelo dolino Gurze in Kargil. Po drugi strani so plemenske malice in ljudstvo iz doline Punch zasedli obsežnejše predele v Kašmirju. V odzivu na to je maharadža sklenil priključitev Džamu in Kašmirja k Indiji, vendar so boji trajali do leta 1948, ko se je Indija obrnila z zadevo na Združene narode. Vse od takrat je vprašanje Kašmirja ostalo nerešeno. Vse od takrat pa je tudi Gilgit Baltistan pod neposredno kontrolo zvezne vlade Pakistana oziroma vse od takrat Gilgit zastopstvo in Baltistan upravlja Pakistan. Kašmirska dolina in okraja Kargil ter Leha ali  tehsilov je ostalo pod upravo Indije. Majhen del Baltistana, vključujoč vas Turtuk in doline  Nubra, je bil vključen v Ladak po Indo-pakistanki vojni 1971.
Pokrajina Baltistan je naseljena pretežno z ljudstvom Baltijcev, ki je tibetanskega izvora. Velika večina prebivalstva je islamske vere. Baltistan je strateško pomemben tako za Pakistan kot Indijo; tu se je odvijala Kargilska vojna in Siačenski konflikt.

## Geografski položaj
Baltistan se nahaja na zahodnem robu  Tibeta,  katerega naravne meje segajo do doline Inda kjer ta svoj tok obrne na jug pri točki 35°52′N 74°43′E / 35.86°N 74.72°E in gorovij na sever in zahod. Muslimanski pisci iz 16. stoletja opisujejo Baltistan kot "Mali Tibet", in  Ladak kot del "Velikega Tibeta", poudarjajoč njihovo etnološko podobnost. Balatistan vključuje dolino Inda in spodnjo dolino reke Šjok.
Na severu Baltistana je Ledenik Baltoro , največji na svetu takoj za arktičnimi ledeniki, ki je 56 km dolg, in se nahaja med dvema pogorjema, katerih najvišji vrhovi na jugu dosežejo 7,600 m; na severu pa dosežejo 8,615 m .
V pokrajini Baltistan teče reka Ind po ozkem kanjonu, ki se razširi po pritoku reke Šjok  na mestu kordinate 35°14′N 75°55′E / 35.23°N 75.92°E. Nato tvori 32 km ravnine v obliki polmeseca, ki je med  2 in 8 km široka. Glavne doline, ki so poseljene tj. Harmang Haplu, Skardu in Roundu, se raztezajo ob toku teh dveh rek.

### Doline in administrativni okraji
| Dolina  | Okraj      | Površina (km2) | Prebivalci (1998) | Glavno mesto/kraj |
| ------- | ---------- | -------------- | ----------------- | ----------------- |
| Haplu   | Ghanče     | 9,400          | 88,366            | Haplu             |
| Skardu  | Skardu     | 18,000         | 219,209           | Skardu            |
| Šigar   | Šigar      | 6,450          | 60,295            | Center Šigar      |
| Harmang | Harmang    | 5,520          | 62,522            | Tolti             |
| Roundu  | Skardu     |                | 80,000            | Thovar            |
| Gultari | Skardu     |                |                   |                   |
| Šjok°   | Leh, India |                | 4,000 (2011)      | Turtuk            |

°Čeprav pod indijsko kontrolo od leta 1971, je Turtuk geografsko del Doline Šjok, kot dela pokrajine Baltistan.